# 머드 (영화)
《머드》(영어: Mud)는 2012년 공개된 미국의 성장 드라마 영화이다.

## 줄거리
아칸소주 디윗에 사는 용감한 두 소년이 미시시피강의 작은 섬에 숨어 사는 한 남자를 만나 위험한 모험을 하게 된다.

## 출연진
- 매슈 매코너헤이
- 리스 위더스푼
- 타이 셰리든
- 제이컵 로플런드
- 샘 셰퍼드
- 레이 매키넌
- 세라 폴슨
- 마이클 섀넌
- 조 돈 베이커
- 폴 스파크스
- 보니 스터디밴트
- 스튜어트 그리어

## 기타 제작진
- 총괄 제작: 마이클 플린, 톰 헬러, 개러스 스미스
- 공동 총괄 제작: 댄 글래스
- 배역: 프랜신 메이즐러
- 미술: 리처드 A. 라이트
- 세트: 보샴프 폰테인
- 의상: 케리 퍼킨스